# رايان سيكرست
رايان سيكرست (بالإنجليزية: Ryan Seacrest)‏ هو مقدم برامج إذاعية ومنتج أفلام ومقدم تلفزيوني وممثل أمريكي، ولد في 24 ديسمبر 1974 في الولايات المتحدة. من الجوائز التي نالها جائزة إيمي داي تايم ‏.

## أعمال

### أفلام
- (2007) حبلت[9]
- (2011) ليلة رأس السنة[10]

### مسلسلات
- أمريكان آيدول
- قسمة ونصيب

## جوائز
- جائزة إيمي داي تايم [الإنجليزية]‏

## وصلات خارجية
- رايان سيكرست على موقع IMDb (الإنجليزية)
- رايان سيكرست على موقع الموسوعة البريطانية (الإنجليزية)
- رايان سيكرست على موقع ميوزك برينز (الإنجليزية)
- رايان سيكرست على موقع إن إن دي بي (الإنجليزية)
- رايان سيكرست على موقع ديسكوغز (الإنجليزية)
- رايان سيكرست على موقع قاعدة بيانات الفيلم (الإنجليزية)